# 純種犬
純種犬是指非混種狗，經由犬會登記擁有純品種血統證明的犬隻。一般來說有兩種登記：一種是由育犬協會登記，另一種則是由育種會（breed club）登记。
育犬協會通常會有嚴格設定登記為新犬種的標準，正常來說像觀察一段發展期或授與暫時的資格，純種血統可能早於登記之前就存在很久。
未登記的獨立純種血統為有名在牠們的原產國具代表性的犬種，通常有可分辨地長期育種史，牠們會因以下述原因而保持未登記:
1. 當地缺乏育犬協會或育種會。
2. 犬種極受尊崇沒理由尋求外地同盟。
3. 當地意圖保持獨立控制血統的特性。

近來由於Breed-specific legislation已威脅獨立犬會的生存，迫使獨立血統的愛好者尋求與育犬協會的同盟以保持他們犬隻的純種地位。
大部分現在新發展血統的愛好者通常在育種的開端就加入育犬協會。